# Brutalisten
Brutalisten (engelska: The Brutalist) är en historisk dramafilm från 2024. Filmen är regisserad av Brady Corbet som även skrivit filmens manus tillsammans med Mona Fastvold.
Filmen premiärvisades på Filmfestivalen i Venedig den 1 september 2024 och hade biopremiär i Sverige den 7 februari 2025.

## Handling
Filmen kretsar kring ungerskfödde judiske arkitekten László Tóth (Adrien Brody) som 1947 anländer till USA från Europa för att bygga upp sitt liv igen efter att ha genomlidit krigets fasor. Ensam i ett nytt land slår han sig ner i Philadelphia i Pennsylvania, där den rike och framstående industrimagnaten Harrison Lee Van Buren (Guy Pearce) inser hans talang för byggnation.

## Rollista (i urval)
- Adrien Brody – László Tóth
- Felicity Jones – Erzsébet Tóth
- Guy Pearce – Harrison Lee Van Buren
- Joe Alwyn – Harry Lee Van Buren
- Raffey Cassidy – Zsófia
  - Ariane Labed – Zsófia, som vuxen
- Stacy Martin – Maggie Van Buren
- Emma Laird – Audrey
- Isaach de Bankolé – Gordon
- Alessandro Nivola – Attila
- Jonathan Hyde – Leslie Woodrow